# Ongestructureerd probleem
Een ongestructureerd probleem (Engels: wicked problem) of taai probleem is een probleem dat moeilijk of onmogelijk oplosbaar is door onvolledige, tegenstrijdige en veranderende voorwaarden voor probleemoplossing die veelal moeilijk te identificeren zijn. Vanwege de interdependenties kan een poging tot oplossing van een deel van een ongestructureerd probleem resulteren in andere problemen.
Het begrip vindt zijn oorsprong in de social engineering. De huidige betekenis werd geïntroduceerd in 1967 door Charles West Churchman in een gastartikel in het wetenschappelijk tijdschrift Management Science, waarbij verwezen werd naar een seminar waar Horst Rittel het begrip reeds eerder gebruikte.  Churchman besprak de morele verantwoordelijkheid van operationeel onderzoek ´om de manager te informeren over hoe onze oplossingen faalden in het temmen van zijn ongestructureerde problemen.´
Rittel en Melvin M. Webber omschreven het concept ongestructureerd probleem in 1973 voor het eerst formeel in een traktaat, waarin zij ongestructureerde problemen vergeleken met betrekkelijk ´tamme´, oplosbare problemen in de wiskunde, het schaken of puzzelen.

## Kenmerken
De uit 1973 stammende formulering van Rittel en Webber onderscheidde tien kenmerken van ongestructureerde problemen in de sociale politieke planning:
- Er is geen definitieve formulering voor een ongestructureerd probleem
- Ongestructureerde problemen kennen geen stopregel
- Oplossingen voor ongestructureerde problemen zijn niet juist of onjuist, maar beter of slechter
- Er is geen onmiddellijke en geen ultieme test voor een oplossing voor een ongestructureerd probleem
- Elke oplossing voor een ongestructureerd probleem is een eenmalige operatie, omdat er geen kans is om te leren via trial-and-error
- Ongestructureerde problemen kennen geen telbare (of grondig omschrijfbare) verzameling potentiële oplossingen
- Elk ongestructureerd probleem is in wezen uniek
- Elk ongestructureerd probleem kan beschouwd worden als symptoom van een ander probleem
- De oorzaken van een ongestructureerd probleem kunnen op velerlei wijze worden verklaard. De keuze voor de verklaring bepaalt de aard van de oplossing van het probleem
- De sociale planner heeft geen recht om abuis te zijn. Planners zijn dus aansprakelijk voor de gevolgen van hun handelingen

Conklin paste later het concept van ongestructureerde problemen toe op vakgebieden anders dan planning en beleid. De kenmerken die Conklin onderscheidde zijn:
- Het probleem wordt niet begrepen totdat er een oplossing is geformuleerd
- Ongestructureerde problemen kennen geen stopregel
- Oplossingen voor ongestructureerde problemen zijn niet goed of fout
- Elk ongestructureerd probleem is in essentie nieuw en uniek
- Elke oplossing voor een ongestructureerd probleem is een eenmalige operatie
- Ongestructureerde problemen kennen geen gegeven alternatieve oplossingen

## Voorbeelden
Klassieke voorbeelden van ongestructureerde problemen zijn economische, milieukundige en politieke vraagstukken. Een probleem waarvan de oplossing vraagt om de verandering van attitude en gedrag van een groot aantal mensen is een ongestructureerd probleem. Daardoor zijn veel standaardvoorbeelden van ongestructureerde problemen afkomstig uit de publieke planning en beleid. Dit zijn onder meer klimaatverandering, de menselijke gevolgen van natuurrampen, gezondheidszorg, de aidsepidemie, griep-pandemie, grensoverschrijdende drugshandel, kernwapens, kernenergie, afval en sociale ongelijkheid.
De afgelopen jaren zijn er problemen in vele vakgebieden aangeduid die elementen van ongestructureerdheid zouden bevatten. Voorbeelden hiervan zijn kennismanagement en strategisch management.